# Romano (patrício)
Romano (em latim: Romanus) foi um cortesão bizantino do começo do século VII. Patrício, foi escolhido em 605/7 pela imperatriz Constantina (r. 582–602) como cúmplice de uma conspiração arquitetada por ela e Germano contra o imperador Focas (r. 602–610). Sob tortura, Constantina confessou o envolvimento dele. Como consequência, Romano também foi torturado e forneceu outros nomes. Provavelmente deve ter sido executado em seguida.